# برنامج تحويل
برنامج التحويل في نظام العدالة الجنائية هو أحد أشكال العقوبة وغالبًا ما يتولى مهمة تنفيذ تلك البرامج قسم الشرطة أو المحكمة أو مكتب المحامي العام بالمحافظة أو وكالة خارجية تهدف إلى تمكين مُجرمي القانون الجنائي من تجنُب الاتهامات الجنائية والسجلات الجنائية. وعادةً ما تتضمن محاكم حل المشكلات أحد عناصر برامج التحويل كجزء من برامجها. بوجه عام، تتمثل أهداف التحويل في تخفيف العبء عن المحاكم وأقسام الشرطة ومكاتب المُراقبة والحصول على نتائج أفضل مُقارنة بالانخراط المُباشر في نظام المحاكم، ومنح فرصة للجاني لتجنب الملاحقة القضائية من خلال استكمال متطلبات البرنامج المختلفة. ربما تشمل هذه المتطلبات ما يلي::
- التعليم الذي يهدف إلى منع الجاني من ارتكاب جرائم جديدة في المستقبل
- تعويض ضحايا الجريمة
- إتمام ساعات الخدمة المجتمعية
- تجنب المواقف التي من الممكن أن تؤدي إلى ارتكاب نفس الجريمة مرة أخرى في المستقبل لفترة معينة (مثل الاحتكاك بأشخاص معينين)

عادة ما تعمل برامج التحويل على صياغة تلك المُتطلبات كبديل للخضوع للمُحاكمة أو ملاحقة الشرطة أو المزيد من المُلاحقة القضائية، إذا كانت تلك المؤسسات قد اشتركت بالفعل في توقيع العقوبة. وغالبا ما يؤدي النجاح في استكمال متطلبات البرنامج إلى إسقاط الاتهامات أو تخفيضها في حين أن الإخفاق فيها قد يعيد العقوبات أو يؤدي إلى زيادتها. ومع ذلك، فإن إسقاط التهم بسبب الخضوع لأحد برامج التحويل يؤدي إلى إضافة نقاط جديدة في السجل الجنائي بموجب المبادئ التوجيهية لأحكام الولايات المتحدة إذا وجدت المحكمة أن التهمة تعد جرمًا أو أقر المُتهم بالجريمة، أو اعترف بالجريمة في مُحاكمة علنية شريطة أن تكون التدابير المؤجلة غير متعلقة بإحدى قضايا الأحداث.

## التحويل وقضاء الأحداث
يلعب التحويل دورًا رئيسيًا في تحسين النتائج وإعادة تأهيل مجرمي الأحداث. ويستند مفهوم التحويل على النظرية القائلة بأن معالجة بعض الشباب من خلال نظام قضاء الأحداث قد تضر أكثر مما تنفع. وعادة ما تكون البرامج المعنية بتحويل الأحداث المُنحرفين مختلفة جذريًا عن البرامج المخصصة للبالغين.ففي كثير من الأحيان، يكون الشباب ضحايا لـ تعاطي المخدرات ومشكلات الصحة النفسية التي قد تكون السبب الكامن وراء مثل هذا الانحراف.

## التحويل في المملكة المتحدة
يضمن التحويل أن من يعانون من مشكلات في الصحة النفسية ممن يدخلون (أو معرضون لخطر دخول) نظام العدالة الجنائية سيتم التعرف عليهم، ومن ثم توفير خدمات الصحة النفسية المناسبة والعلاج وأي دعم آخر يحتاجونه. في المملكة المتحدة، أظهر مركز للصحة النفسية أن هذا البرنامج له فائدة عظيمة، ومع وضع خطة محكمة للتدخل المعقول، فإنه سيساعد على تقليل إعادة المجرمين لارتكاب الجرائم بمقدار الثلث. وقد ركزت إحدى محاضرات مركز الصحة النفسية عام 2011 على الحاجة إلى خدمات متسقة ومتكاملة، حيث أكد رئيس اتحاد الخدمات الصحية الوطنية السير كيث بيرسون على الحاجة إلى تقديم الرعاية على نحو أكثر فعالية وإدماج من يحتاج إليها في البرامج العلاجية. كما تعهدت حكومة المملكة المتحدة في فبراير 2012 بتطبيق خدمات التحويل والاتصال الوطنية بحلول عام 2014، مع الإعلان عن ذلك في الحال في 101 موقع من مواقع وزارة الصحة. واكتشفوا كذلك أن التحويل يعد عنصرًا أساسيًا لنهج أكثر فاعلية في عملية العدالة الجنائية للشباب. ونظم مركز الصحة النفسية جولة تجريبية حول المملكة المتحدة لمدة عامين، بدعم وتمويل من وزارة الصحة لمجلس عدالة الشباب، بحثت في كيفية التأكد من حصول الأطفال والشباب الذين يعانون من مشاكل الصحة النفسية وغيرها من المشاكل على المساعدة التي يحتاجونها بمجرد دخولهم في نظام عدالة الشباب.

## التحويل في الولايات المتحدة
قد تفرض بعض الأنظمة القانونية في الولايات المتحدة، مثل تلك الموجودة في ولاية كاليفورنيا، استكمال برامج القيادة تحت تأثير المخدرات (DUI) كعقوبة لجنحة القيادة تحت تأثير حالة سكر في الولايات المتحدة. ومن هذه البرامج برنامج لجنة التأثير على الضحايا (VIP) تحت إدارة جمعية أمهات ضد القيادة تحت حالة السُكْر منذ عام 1982. وعادة ما تتقاضى جمعية «أمهات ضد القيادة تحت حالة السُكْر» تبرعًا بقيمة 25 دولارًا (يتم تقديمه طواعيةً)، حتي في حالة المثول الإجباري أمام المحكمة: فقد أفادت جمعية أمهات ضد القيادة في حالة سُكْر بأنها جمعت 2657293 دولارًا خلال سنة واحدة من التبرُعات على عوائداها التي لا تهدف إلى الربح المُعفاة من الضرائب.